# Konwencja w sprawie zwalczania handlu ludźmi i eksploatacji prostytucji

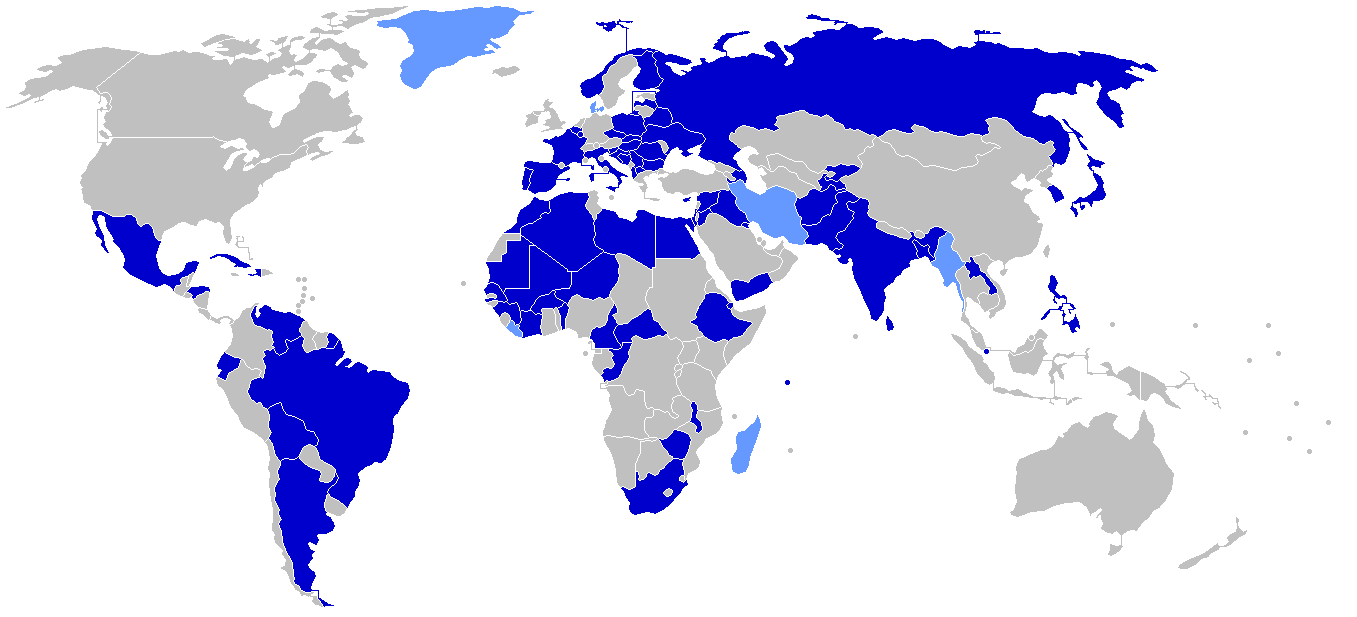
Obowiązywanie Konwencji w państwach świata
Kolor granatowy – państwa, które ratyfikowały konwencję
Kolor błękitny – państwa, które tylko podpisały konwencję

Konwencja w sprawie Zwalczania Handlu Ludźmi i Eksploatacji Prostytucji (ang. Convention for the Suppression of the Traffic in Persons and of the Exploitation of the Prostitution of Others) – umowa międzynarodowa przyjęta przez Zgromadzenie Ogólne ONZ rezolucją nr 317(IV) z 2 grudnia 1949 roku, otwarta do podpisania 21 marca 1950 w Lake Success w stanie Nowy Jork, weszła w życie 25 lipca 1951 roku zgodnie z art. 24. Wzorowana na projekcie Ligi Narodów z 1937 unifikującym umowy zwalczające handel ludźmi z lat 1904, 1910, 1921 i 1933. Depozytariuszem jest Sekretarz Generalny ONZ. Konwencja spisana została w językach angielskim i francuskim.
Do rozstrzygania sporów w sprawie interpretacji Konwencji lub jej stosowania właściwy jest Międzynarodowy Trybunał Sprawiedliwości (art. 22).
W rocznicę uchwały obchodzony jest Międzynarodowy Dzień Upamiętniający Zniesienie Niewolnictwa.

## Główne postanowienia dokumentu-zobowiązania państw będących stronami
- zakaz dostarczania, zwabiania lub uprowadzania w celach prostytucji innej osobę, nawet za jej zgodą (art. 1),
- zakaz eksploatacji prostytucji innej osoby, nawet za jej zgodą (art. 1),
- zakaz prowadzenia legalnych domów publicznych bądź wynajmowania w tym celu jakiegoś pomieszczenia (art. 2),
- zakaz rejestracji osób prostytuujących się i stosowania wobec nich restrykcyjnych działań (art. 6),
- zobowiązanie do karania każdego, kto czerpie zyski z cudzej prostytucji (art. 4),
- zobowiązanie do współpracy w ściganiu i karaniu sprawców handlu ludźmi w celu prostytucji, który został uznany za przestępstwo międzynarodowe (art. 8 i nast.).

## Ratyfikacja
Konwencja została ratyfikowana przez 82 ze 193 państw członkowskich ONZ. Dokument podpisały, lecz nie ratyfikowały następujące państwa: Benin, Birma, Dania, Ekwador, Finlandia, Ghana, Honduras, Indonezja, Iran, Kambodża, Liberia, Madagaskar, Mali, Mauritius, Mikronezja, Nigeria, Pakistan, Senegal i Sierra Leone.
Polska ratyfikowała konwencję 26 kwietnia 1952 na podstawie ustawy z 29 lutego tegoż roku.